# NGC 4344
NGC 4344 је спирална галаксија у сазвежђу Береникина коса која се налази на NGC листи објеката дубоког неба.
Деклинација објекта је + 17° 32' 30" а ректасцензија 12h 23m 37,5s. Привидна величина (магнитуда) објекта NGC 4344 износи 12,4 а фотографска магнитуда 13,4. NGC 4344 је још познат и под ознакама UGC 7468, MCG 3-32-22, CGCG 99-37, IRAS 12210+1748, VCC 655, KUG 1221+178, PGC 40249.